# Rovray
Rovray is een gemeente en plaats in het Zwitserse kanton Vaud, en maakt deel uit van het district Yverdon. Rovray telt 135 inwoners.

## Geboren
- Alice Rivaz (1901-1998), schrijfster, journaliste en feministe